# یواس‌اس کسکو (ای‌وی‌پی-۱۲)
یواس‌اس کسکو (ای‌وی‌پی-۱۲) (به انگلیسی: USS Casco (AVP-12)) یک کشتی بود که طول آن ۳۱۱ فوت ۸ اینچ (۹۵٫۰۰ متر) بود. این کشتی در سال ۱۹۴۱ ساخته شد.